# El Salvador International
Die El Salvador International sind offene internationale Meisterschaften von El Salvador im Badminton. Sie wurden erstmals 2018 ausgetragen.

## Die Sieger
| Saison | Herreneinzel        | Dameneinzel          | Herrendoppel                         | Damendoppel                     | Mixed                                         |
| ------ | ------------------- | -------------------- | ------------------------------------ | ------------------------------- | --------------------------------------------- |
| 2018   | Brian Yang          | Daniela Macías       | Rubén Castellanos Aníbal Marroquín   | Daniela Macías Dánica Nishimura | Brian Yang Catherine Choi                     |
| 2019   | Uriel Canjura       | Daniela Macías       | Jonathan Solís Aníbal Marroquín      | Daniela Macías Dánica Nishimura | Jonathan Solís Diana Corleto Soto             |
| 2020   | abgesagt            | abgesagt             | abgesagt                             | abgesagt                        | abgesagt                                      |
| 2021   | Uriel Canjura       | Ishika Jaiswal       | Jonathan Matias Artur Silva Pomoceno | Sânia Lima Tamires Santos       | Christopher Martínez Mariana Isabel Paiz Quan |
| 2022   | Uriel Canjura       | Lauren Lam           | Kevin Lee Ty Alexander Lindeman      | Paula Lynn Cao Hok Lauren Lam   | Joan Monroy Ania Setien                       |
| 2023   | Kevin Cordón        | Juliana Viana Vieira | Kevin Lee Ty Alexander Lindeman      | Francesca Corbett Allison Lee   | Presley Smith Allison Lee                     |
| 2024   | Mark Shelley Alcala | Juliana Viana Vieira | Fabrício Farias Davi Silva           | Jaqueline Lima Sâmia Lima       | Davi Silva Sânia Lima                         |